# غازانيا أوثنية
غازانيا أوثنية (الاسم العلمي: Gazania othonnites) هي نوع نباتي يتبع جنس الغازانيا من الفصيلة النجمية.  